# Робер Дефосе
Робер Дефосе (фр. Robert Défossé; Калон Рикуар, 19. јун 1909 — 30. август 1973) био је француски фудбалер који је играо на позицији голмана.